# Landsarkivar
En landsarkivar var lederen af et landsarkiv. De fire danske landsarkiver hører nu under Rigsarkivet. 
| Job | Spire Denne artikel om et job eller en stillingsbetegnelse er en spire som bør udbygges. Du er velkommen til at hjælpe Wikipedia ved at udvide den. |